# Reprografia
Reprografia (uma aglutinação das palavras reprodução e fotografia)é a reprodução de imagens gráficas em meios físicos(como papel)através de métodos elétricos,eletrônicos ou mecânicos, como a fotografia e a xerografia. Pode ser definida como o conjunto de meios e/ou processos como fotocópia, microfilmagem, heliografia, etc.
Os departamentos de reprografia encontrados em instituições de ensino e empresas públicas e privadas geralmente possuem equipamentos de alta tecnologia e velocidade para executar serviços reprográficos em diversos formatos e tipos de papel e em diversas modalidades de impressão(jato de tinta, laser, impressão térmica etc.).